# Christian Jacob Schmidt

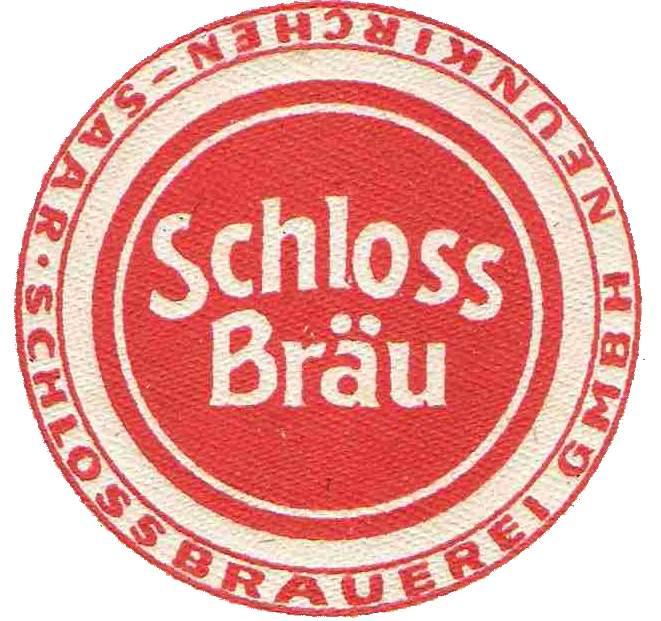
Logo der Schlossbrauerei Neunkirchen, gegründet von Christian Jacob Schmidt

Christian Jacob Schmidt (* 22. Oktober 1813 in Neunkirchen (Saar); † 8. April 1897 ebenda) war ein deutscher Braumeister und Gründer der Schlossbrauerei Neunkirchen.

## Leben
Jacob Christian Schmidt war der Sohn des Landwirts Andreas Wilhelm Schmidt, der 1823 einen Brauereibetrieb gründete und diesen in seinen landwirtschaftlichen Hof eingliederte. Seine Mutter war Maria Werner. Jacob arbeitete sich in die Betriebsabläufe ein und übernahm 1838 den elterlichen Betrieb, den er in unmittelbarer Nähe zum Schloss Jägersberg zur Schlossbrauerei Neunkirchen ausbaute. Nach einem weiteren Ausbau des Betriebes wurde die Brauerei 1865 in Schlossbrauerei von Friedrich Schmidt umbenannt. Nach dem Kauf von Grundstücken wurde 1872/1873 eine Mälzerei errichtet und der Betrieb verlegt. 1875 übertrug Schmidt die Brauerei seinem Sohn Friedrich. Über dessen Sohn Otto wurde das Unternehmen weiter geführt, das 1988 von der Karlsberg Brauerei übernommen wurde.
Schmidt betätigte sich politisch und war in den Jahren von 1845 bis 1895 im Gemeinderat der Stadt Neunkirchen vertreten, von 1865 an als „geborenes Mitglied“.
Er heiratete am 26. Juli 1838 in Neunkirchen Karoline Luise Klein, mit der er den Sohn Friedrich Philipp (1844–1903) hatte.